# Drogoradz (województwo zachodniopomorskie)
Drogoradz (do 1945 niem. Hammer) – wieś w Polsce położona w sercu Puszczy Wkrzańskiej w województwie zachodniopomorskim, w powiecie polickim, w gminie Police, ok. 2 km na południowy zachód od Trzebieży. Miejscowość usytuowana jest na Równinie Polickiej na skraju Puszczy Wkrzańskiej.

## Historia

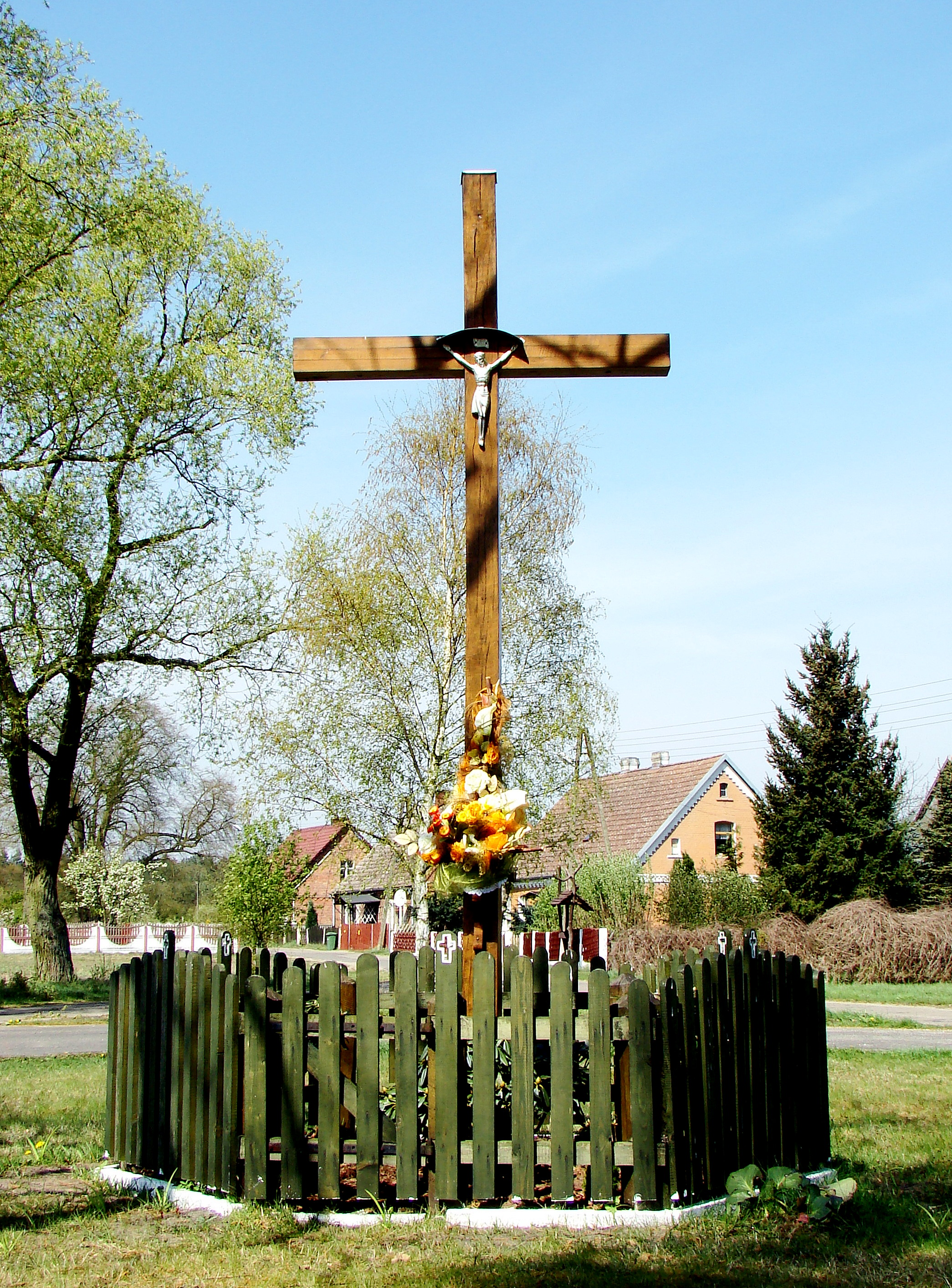
Drogoradz, przydrożny krzyż we wsi

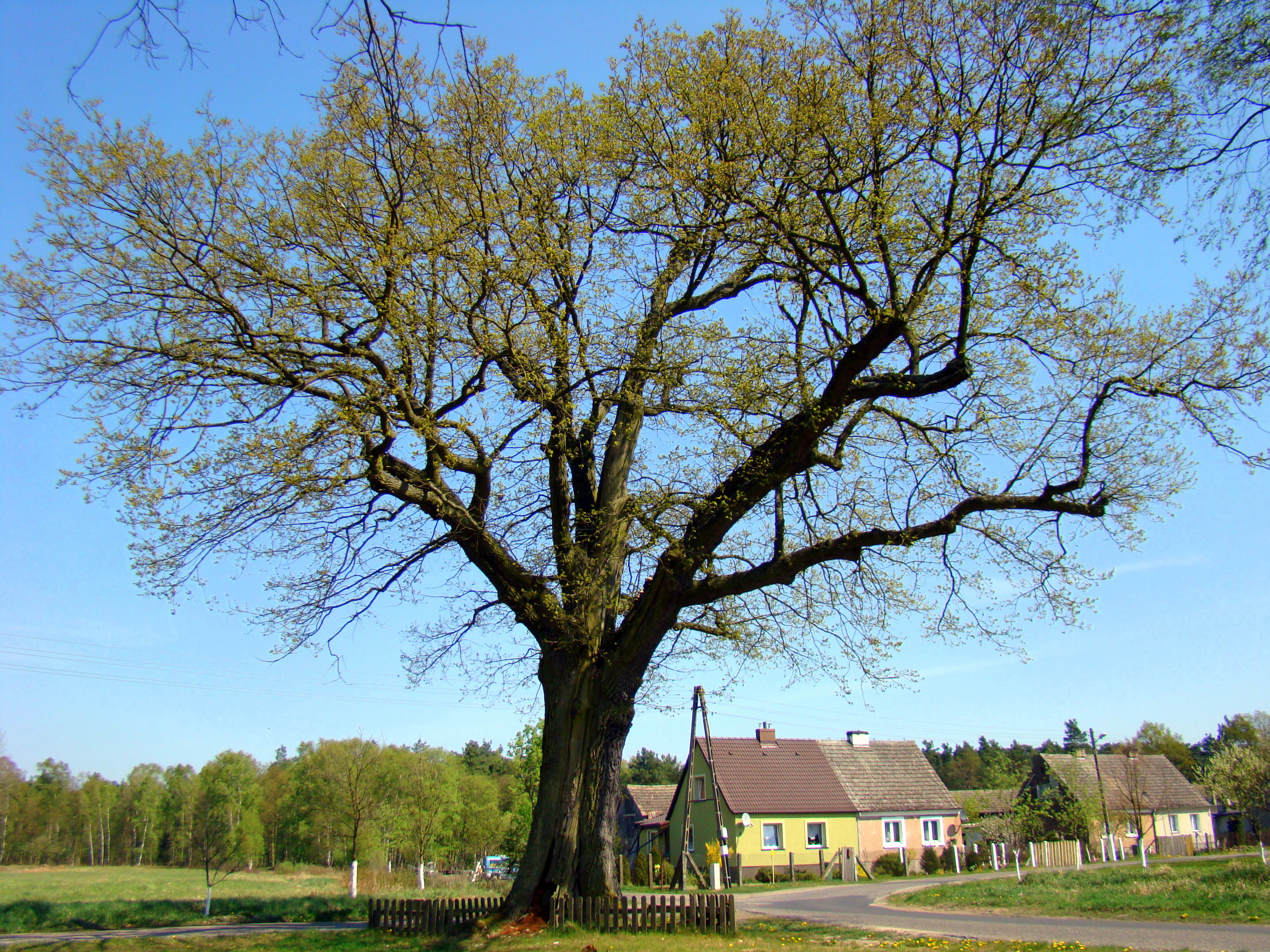
Drogoradz, środek osiedla

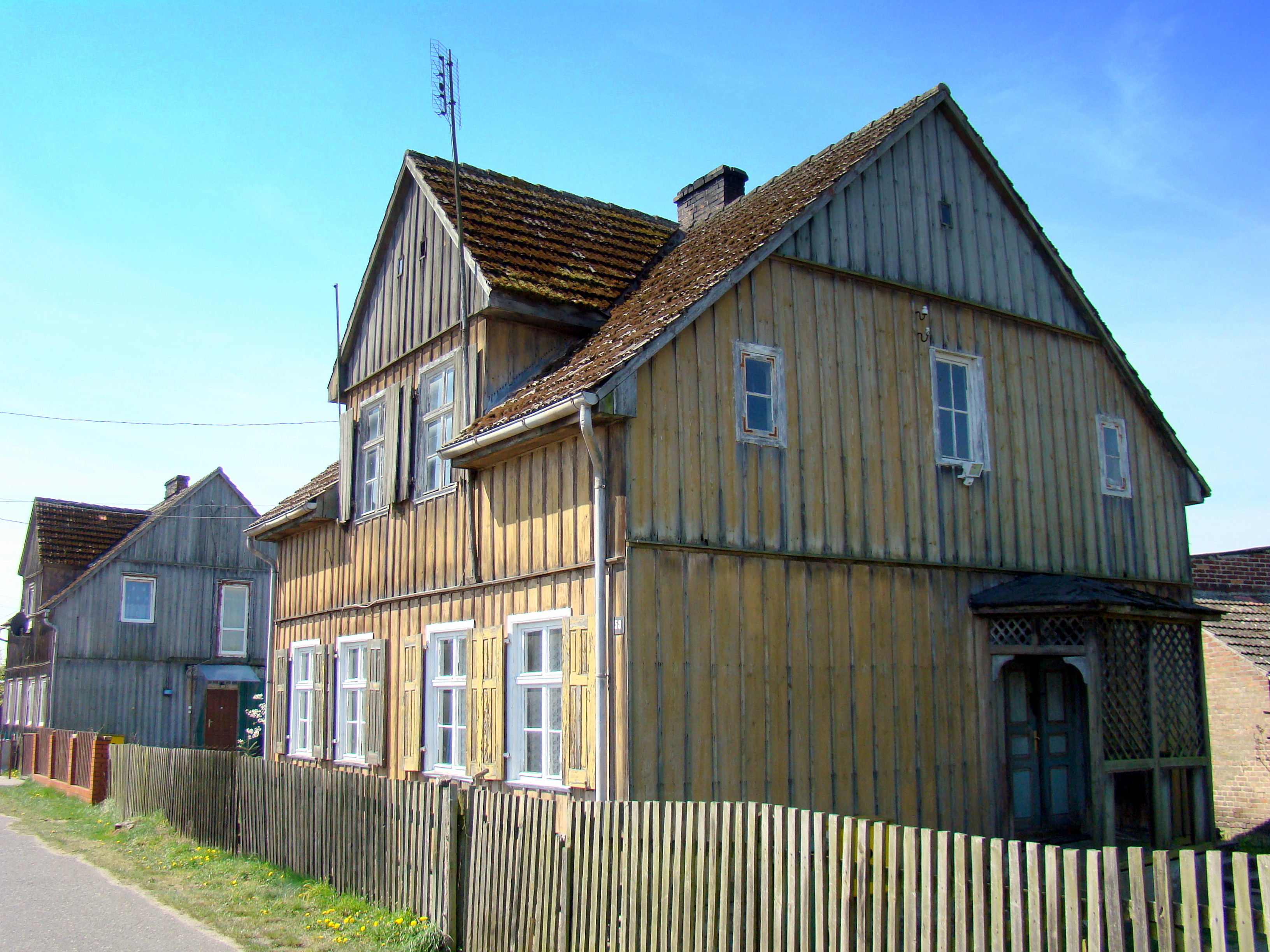
Drogoradz, domy z XIX w

Wieś datuje swe początki na XVII w., gdy powstało tu osiedle kowali z licznymi dymarkami. W 1765 przybyły tu rodziny tkaczy i rolników, później w 1779 zbudowano młyn wodny.
Drogoradz 25 kwietnia 1945 zajęły wojska radzieckie (2 Front Białoruski – 2 Armia Uderzeniowa) a dopiero we wrześniu 1946 został przekazany pod administrację polską po likwidacji tzw. Enklawy Polickiej. W 2. połowie XX w. mieszkały tu przeważnie rodziny leśników, rolników i pracowników pobliskich Polic.

### Przynależność polityczno-administracyjna
- 1815–1866: Związek Niemiecki, Królestwo Prus, prowincja Pomorze, rejencja szczecińska, powiat Randow (1815–1826), powiat Ueckermünde;
- 1866–1871: Związek Północnoniemiecki, Królestwo Prus, prowincja Pomorze, rejencja szczecińska, powiat Ueckermünde;
- 1871–1918: Cesarstwo Niemieckie, Królestwo Prus, prowincja Pomorze, rejencja szczecińska, powiat Ueckermünde;
- 1919–1933: Rzesza Niemiecka (Republika Weimarska), kraj związkowy Prusy, prowincja Pomorze, rejencja szczecińska, powiat Ueckermünde;
- 1933–1945: III Rzesza, prowincja Pomorze, rejencja szczecińska, powiat Ueckermünde;
- 1945–1946: Enklawa Policka – obszar podległy Armii Czerwonej;
- 1946–1950: Rzeczpospolita Polska (Polska Ludowa), województwo szczecińskie, powiat szczeciński, gmina Jasienica;
- 1950–1957: Polska Rzeczpospolita Ludowa (Polska Ludowa), województwo szczecińskie, powiat szczeciński, gmina Jasienica (do 1954);
- 1957–1975: Polska Rzeczpospolita Ludowa, województwo szczecińskie, powiat szczeciński, gmina Trzebież (1973–1975);
- 1975–1989: Polska Rzeczpospolita Ludowa, województwo szczecińskie, gmina Police;
- 1989–1998: Rzeczpospolita Polska, województwo szczecińskie, gmina Police;
- 1999–teraz: Rzeczpospolita Polska, województwo zachodniopomorskie, powiat policki, gmina Police[3].

### Demografia
Ogólna liczba mieszkańców:
- 1939 – 505 mieszk.
- 1972 – 350 mieszk.
- 2006 – 250 mieszk.

## Geografia i turystyka
Nazwa wsi pochodzi od staropolskiego imienia Drogoradz.
Wieś w formie ulicówki.
Dojazd z Polic SPPK (linia autobusowa LS – Linia Samorządowa).
Przez wieś prowadzi  Szlak Ornitologów.